# Pädagogische Hochschule St. Gallen
Die Pädagogische Hochschule St. Gallen (PHSG) ist die Ausbildungsstätte für Lehrpersonen der Volksschule und der Berufsbildung im Schweizer Kanton St. Gallen. Nebst der Ausbildung betreibt sie Forschung und Entwicklung und bietet Weiterbildungen sowie Dienstleistungen an.
Die Institution beschäftigt knapp 600 Mitarbeitende. Derzeit studieren rund 1’400 Personen an der PHSG.

## Geschichte
Die «Pädagogische Hochschule des Kantons St. Gallen» (PHSG) entstand durch die Zusammenlegung der Pädagogischen Hochschule Rorschach (PHR) und der Pädagogischen Hochschule St. Gallen (PHS) am 1. September 2007.
Per 1. September 2012 wurde der Name der Hochschule in «Pädagogische Hochschule St. Gallen» (PHSG) geändert.

## Studiengänge
Der Studiengang «Kindergarten und Primarschule» (in Rorschach) ist in die Diplomstudiengänge A bzw. B unterteilt. Der Diplomstudiengang A führt zu einem Fachhochschulabschluss (Bachelor) und zu einem gesamtschweizerisch anerkannten Diplom für das Unterrichten aller Fächer vom Kindergarten bis zur 3. Klasse der Primarschule, der Diplomstudiengang B ermöglicht das Unterrichten von der 1. bis zur 6. Klasse der Primarschule.
Das Studium dauert in beiden Fällen in der Regel sechs Semester.
Der Studiengang «Sekundarstufe 1» (in St. Gallen und Gossau SG) ist als Bachelor-Master-Studiengang angelegt. Er kann im Schwerpunkt phil I, welcher zum Abschluss Master of Arts in Secondary Education (MA) führt, oder im Schwerpunkt phil II, welcher zum Abschluss Master of Science in Secondary Education (MSc) führt, durchlaufen werden. Das Studium dauert in beiden Fällen in der Regel neun Semester.

## Institute
- Institut Berufsbildung
- Institut Bewegung, Sport und Gesundheit
- Institut Digitale und Informatische Bildung
- Institut Frühe Bildung 0 bis 8
- Institut Gesellschaftswissenschaftliche Bildung
- Institut Kulturelle und Ästhetische Bildung
- Institut Mathematische, Naturwissenschaftliche und Technische Bildung
- Institut Pädagogische Psychologie
- Institut Schule und Profession
- Institut Sprachliche und Literarische Bildung

## Zentren
- Zentrum Berufspraktische Studien
- Zentrum Digitalisierung und Bildung
- Zentrum Internationalisierung, Mobilität und Aussenbeziehungen
- Zentrum Nachhaltige Entwicklung
- Zentrum Weiterbildung
- Zentrum Wissenschaftsberatung
- Regionale Didaktische Zentren